# Petrocosmea
Petrocosmea ist eine Pflanzengattung in der Familie der Gesneriengewächse (Gesneriaceae). Die etwa 30 Arten kommen im südlichen China, im nordöstlichen Indien, in Myanmar, in Thailand und im südlichen Vietnam vor.

## Beschreibung

### Erscheinungsbild und Blätter
Petrocosmea-Arten wachsen terrestrisch oder lithophytisch als immergrüne ausdauernde, krautige Pflanzen. Sie sind stammlos (acaulescent) und bilden Rhizome aus.
Die wenigen bis vielen in grundständigen Rosetten angeordneten Laubblätter sind gestielt. Die einfachen Blattspreiten sind eiförmig bis kreisförmig mit keil- bis herzförmiger Spreitenbasis und spitzem, stumpfem oder gerundetem oberen Ende; selten ist sie schildförmig (peltat). Die Blattspreite ist meist flaumig bis weich, selten seidig oder samtig behaart.

### Blütenstände und Blüten
Auf seitenständigen, mehr oder weniger langen Blütenstandsschäften befinden sich die meist zymösen, selten fast doldigen Blütenstände, in denen meist ein bis vier, selten bis sieben Blüten über je einem Deckblatt locker zusammen stehen; es sind meist zwei gegen- oder wechselständige Tragblätter vorhanden.
Die zwittrigen, zygomorphen Blüten sind fünfzählig mit doppelter Blütenhülle. Die fünf meist gleichen oder selten ungleichen Kelchblätter sind meist frei, höchstens an ihrer Basis zu einem radiärsymmetrischen, selten zygomorphen, fünf- oder dreiteiligen Kelch verwachsen. Die Farben der, innen meist kahlen oder selten flaumig behaarten, Kronblätter reichen von weiß über purpurfarben bis blau. Die fünf Kronblätter sind zu einer kurzen, zygomorphen Kronröhre, die einen Durchmesser von 2 bis 5 mm aufweist, verwachsen. Die zwei Kronlippen sind länger als die Kronröhre. Die Oberlippe ist höchstens gleich lang oder viel kürzer als die Unterlippe. Die Oberlippe besitzt zwei Kronlappen. Die flache Unterlippe besitzt drei mehr oder weniger gleiche, gerundete Kronlappen. Es ist nur ein Paar fertiler Staubblätter vorhanden; sie überragen die Kronröhre nicht. Die kurzen Staubfäden sind nahe der Basis der Kronröhre insert. Es können ein bis drei mit der Kronröhre verwachsene Staminodien vorhanden sein. Diskus und Nektarien fehlen. Der konische bis breit eiförmige, unterständige, einkammerige Fruchtknoten enthält zwei parietale Plazenten. Der Griffel endet in einer kopfigen bis oft fast kugeligen Narbe.

### Früchte und Samen
Die geraden, nicht gedrehten Kapselfrüchte sind schmal ellipsoid, länglich bis eiförmig und fast so lang wie der Kelch. Die Kapselfrüchte öffnen sich bei Reife loculicidal mit zwei Klappen zu ihrer Basis hin. Die sehr feinen Samen besitzen keine Anhängsel.

### Chromosomenzahlen
Die Chromosomenzahlen betragen 2n = 32, 34.

## Vorkommen
Das Verbreitungsgebiet der etwa 30 Petrocosmea-Arten reicht vom nordöstlichen Indien über Myanmar und Thailand bis ins südlichen China sowie südliche Vietnam. Das Zentrum der Artenvielfalt ist mit etwa 24 Arten das südliche China, dabei kommen die Arten am häufigsten nur in der chinesischen Provinz Yunnan und am zweithäufigsten auch oder nur in Sichuan vor.
Sie gedeihen auf feuchten Felsen und schattigen, schroffen Abhängen in Wäldern und über der Waldgrenze in Höhenlagen zwischen 500 und 3100 Meter.

## Systematik
Die Gattung Petrocosmea wurde 1887 durch Daniel Oliver  in Hooker's Icones Plantarum, Band 18 (1), Tafel 1716 mit der Typusart Petrocosmea sinensis Oliv. aufgestellt. Das Typusexemplar wurde von A. Henry gesammelt. Der botanische Gattungsname Petrocosmea leitet sich aus den griechischen Wörtern: πετρος, petros für Fels oder Stein und κοσμος, κοσμεα, kosmos, kosmea für schön, Zierde, Dekoration, Verzierung ab, also direkt übersetzt „die Zierde der Felsen“, dies bezieht sich darauf, dass die Typusart und auch viele andere Arten an Felsen wachsen. Ein Synonym für Petrocosmea Oliv. ist Vaniotia H.Lév.
Die Gattung Petrocosmea gehört zur Tribus Didymocarpeae aus den Didymocarpoiden innerhalb der Familie Gesneriaceae.
Es gibt etwa 30 Petrocosmea-Arten (hier mit ihrem Vorkommen):
- Petrocosmea barbata Craib: Dieser Endemit kommt an schattigen, felsigen Standorten nur in der chinesischen Provinz Yunnan (nur in Kunming Xian und Songming Xian) in Höhenlagen von etwa 2100 Meter vor.
- Petrocosmea begoniifolia C.Y.Wu ex H.W.Li: Dieser Endemit kommt nur in Tälern der chinesischen Provinz Yunnan (nur in Jingdong Xian) in Höhenlagen zwischen 1600 und 2200 Meter vor.
- Petrocosmea cavaleriei Léveillé: Dieser Endemit kommt in der chinesischen Provinz Guizhou nur in Pingba Xian und Huishui Xian.
- Petrocosmea coerulea C.Y.Wu ex W.T.Wang: Dieser Endemit gedeiht an Felsen in Tälern in Höhenlagen von etwa 500 Meter im Südosten in der chinesischen Provinz Yunnan nur in Jinping Xian.
- Petrocosmea condorensis Pellegrin (Syn.: Didymocarpus condorensis Pierre ex Pellegrin, Petrocosmea condorensis Pellegrin in Lecomte): Sie ist in Vietnam beheimatet.
- Petrocosmea confluens W.T.Wang: Dieser Endemit gedeiht an felsigen Hängen in Tälern in Höhenlagen von etwa 1300 Meter im Süden der chinesischen Provinz Guizhou nur in Wangmo Xian.
- Petrocosmea duclouxii Craib: Sie gedeiht an schattigen Felsen in Höhenlagen zwischen 2000 und 2600 Meter nur im zentralen Teil der chinesischen Provinz Yunnan.
- Petrocosmea flaccida Craib: Sie gedeiht an alpinen Felswänden in Höhenlagen zwischen 2800 und 3100 Meter nur in den chinesischen Provinzen südwestlichen Sichuan (Muli Xian) und nordwestlichen Yunnan (Lijiang Xian).
- Petrocosmea formosa B.L.Burtt: Sie ist in Thailand beheimatet und wurde erst 2001 in Burtt: annot. checklist, new spp. In: Thai Forest Bull. (Botany), Volume 29, S. 81–109 erstbeschrieben.
- Petrocosmea forrestii Craib: Sie gedeiht an Felsen an schattigen Standorten in Höhenlagen zwischen 1600 und 2000 Meter nur in den chinesischen Provinzen südwestlichen Sichuan und nördlichen Yunnan.
- Petrocosmea grandiflora Hemsley: Dieser Endemit gedeiht an Felsen im tropischen Karst in Höhenlagen von etwa 2000 Meter im Südosten der chinesischen Provinz Yunnan nur in Mengzi Xian.
- Petrocosmea grandifolia W.T.Wang: Dieser Endemit gedeiht in Wäldern in Felsspalten in Höhenlagen von etwa 1000 Meter im Südwesten der chinesischen Provinz Yunnan nur in Zhenkang Xian.
- Petrocosmea heterophylla B.L.Burtt: Sie ist in Thailand beheimatet und wurde erst 2001 in Burtt: annot. checklist, new spp. In: Thai Forest Bull. (Botany), Volume 29, S. 81–109 erstbeschrieben.
- Petrocosmea iodioides Hemsley: Sie kommt in Wäldern an schattigen Felswänden in Höhenlagen zwischen 1100 und 2500 Meter nur in den chinesischen Provinzen südwestlichen Guangxi und südöstlichen Yunnan (Mengzi Xian) vor.
- Petrocosmea kerrii Craib:
  - Petrocosmea kerrii Craib var. kerrii (Syn.: Damrongia kerrii (Craib) Pellegrin in Lecomte, Petrocosmea wardii W.W.Smith): Sie ist im südwestlichen Yunnan, nördlichen Myanmar und nördlichen Thailand beheimatet.
  - Petrocosmea kerrii var. crinita W.T.Wang: Dieser Endemit gedeiht in Wäldern in Höhenlagen von etwa 1500 Meter im Süden der chinesischen Provinz Yunnan nur in Mengzi Xian.
- Petrocosmea kingii (C.B.Clarke) Chatterjee (Syn.: Trisepalum kingii C.B.Clarke in DC.): Sie ist in Myanmar beheimatet.
- Petrocosmea longipedicellata W.T.Wang: Dieser Endemit gedeiht in Wäldern in hügeligen Gebieten in Höhenlagen zwischen 1100 und 1200 Meter in der chinesischen Provinz Yunnan nur Suijiang Xian.
- Petrocosmea mairei H.Lév.:
  - Petrocosmea mairei H.Lév. var. mairei: Sie kommt in hügeligen Gebieten in Höhenlagen von etwa 2600 Meter nur in den chinesischen Provinzen südwestlichen Sichuan (Ebian Xian) und nordöstlichen Yunnan (Dongchuan Xian) vor.
  - Petrocosmea mairei var. intraglabra W.T.Wang: Dieser Endemit gedeiht in der Nähe von Felsen in schattigen Bereichen in hügeligen Gebieten in Höhenlagen von etwa 2000 Meter in der chinesischen Provinz Sichuan nur in Huidong Xian.
- Petrocosmea martinii (H.Lév.) H.Lév.:
  - Petrocosmea martinii (H.Lév.) Léveillé var. martinii (Syn.: Vaniotia martinii Léveillé): Sie kommt an steilen Felswänden in Höhenlagen von etwa 1000 Meter nur in den chinesischen Provinzen Guizhou (Pingba Xian, Qingzhen Xian) und südöstlichen Yunnan vor.
  - Petrocosmea martinii var. leiandra W.T.Wang: Dieser Endemit gedeiht an schattigen, steilen Felswänden in der chinesischen Provinz Guizhou nur in Qingzhen Xian.
- Petrocosmea menglianensis H.W.Li: Dieser Endemit gedeiht an feuchten Felsen im tropischen Karst im Südwesten der chinesischen Provinz Yunnan nur in Menglian Xian.
- Petrocosmea minor Hemsley (Syn.: Petrocosmea henryi Craib): Dieser Endemit gedeiht im tropischen Karst in Wäldern und am Waldrand in Höhenlagen zwischen 1000 und 2200 Meter nur im Südosten der chinesischen Provinz Yunnan vor.
- Petrocosmea nervosa Craib: Sie gedeiht an Felsen in Wäldern in Höhenlagen zwischen 300 und 3100 Meter nur in den chinesischen Provinzen südwestlichen Sichuan (Huili Xian) und nordwestlichen Yunnan (Eryuan Xian, Yongsheng Xian).
- Petrocosmea oblata Craib:
  - Petrocosmea oblata Craib var. oblata: Dieser Endemit gedeiht in Bergregionen in Höhenlagen von etwa 3000 Meter im Südwesten der chinesischen Provinz Sichuan nur in Muli Xian.
  - Petrocosmea oblata var. latisepala (W.T.Wang) W.T.Wang (Syn.: Petrocosmea latisepala W.T.Wang): Dieser Endemit gedeiht auf Böden über Kalkstein in Höhenlagen von etwa 2200 Meter im Nordosten der chinesischen Provinz Yunnan nur in Huize Xian.
- Petrocosmea parryorum C.E.C.Fischer: Sie kommt nur im nordöstlichen Indien: Assam, Mizoram und Nagaland vor.
- Petrocosmea qinlingensis W.T.Wang: Dieser Endemit gedeiht an Felsen in Höhenlagen zwischen 700 und 1100 Meter im Süden der chinesischen Provinz Shaanxi nur in Mian Xian.
- Petrocosmea rosettifolia C.Y.Wu ex H.W.Li: Dieser Endemit gedeiht an Felsen in Höhenlagen von etwa 1400 Meter in der chinesischen Provinz Yunnan nur in Jingdong Xian.
- Petrocosmea sericea C.Y.Wu ex H.W.Li: Dieser Endemit gedeiht an Felsen in Tälern in Wäldern in Höhenlagen zwischen 1000 und 1700 Meter im Südosten der chinesischen Provinz Yunnan nur in Malipo Xian und Pingbian Xian.
- Petrocosmea sichuanensis W.Y.Chun ex W.T.Wang: Dieser Endemit gedeiht an Felsen in Tälern in Höhenlagen zwischen 500 und 2200 Meter in der chinesischen Provinz Sichuan nur in Yuexi Xian.
- Petrocosmea sinensis Oliver: Sie kommt an schattigen Felsen in Höhenlagen zwischen 400 und 1700 Meter nur in den chinesischen Provinzen westliches Hubei, Sichuan und nördliches Yunnan vor.
- Petrocosmea umbelliformis B.L.Burtt: Sie ist in Thailand beheimatet und wurde erst 2001 in Burtt: annot. checklist, new spp. In: Thai Forest Bull. (Botany), Volume 29, S. 81–109 erstbeschrieben.
- Petrocosmea xanthomaculata G.Q.Gou & X.Y.Wang: Sie wurde erst 2010 beschrieben.[3] Dieser Endemit gedeiht in Höhenlagen von etwa 760 Meter in der Provinz Guizhou nur in Yanhe Xian und Zhujiadong.
- Petrocosmea xingyiensis Y.G.Wei & F.Wen: Sie wurde erst 2009 beschrieben.[4] Dieser Endemit gedeiht in Höhenlagen zwischen 900 und 1000 Meter in der Provinz Guizhou nur in Xingyi.